# Атанас Тосев
Атанас Тодоров Тосев е български архитект.

## Биография
Атанас Тодоров Тосев е роден на 18 юли 1937 г. в град Брацигово. През 1962 г. Атанас Тосев завършва архитектурния факултет на ИСИ (ВИСИ = ВИАС = Университета по архитектура, строителство и геодезия (УАСГ).
Арх. Атанас Тосев работи в Проектантска Организация Разград; после в строителния техникум в Брацигово. В Пловдив идва в 1969 към ГНСъвет, н-к отдел Архитектура и благоустройство. В София в 1975 става директор на проектиране към Балканстрой; главен специалист в Министерство на строителството 1980 – 1982; след което е в Главпроект 1982 – 1992, когато основава собствено бюро,
Председател на камарата КАБ, 2001; зам-председател 2004 – 2012.
Лауреат на Световното Биенале 1981; юбилеен медал 1300 Години България, 1981; Орден на труда златен, 1987; Сребърна значка на САБ, 1997; Златна значка на САБ, 2007.
Почетен член на Камарата на архитектите в България.